# Christophorus (Magazin)
Der Christophorus ist das offizielle Magazin der Porsche AG. Es richtet sich an Porsche-Kunden, Porsche-Fans und Porsche-Club-Mitglieder. Das Magazin wird in dreizehn Sprachen vertrieben und zählt zu den ältesten Kundenpublikationen weltweit. Seit der ersten Ausgabe im Jahr 1952 sind alle Hefte durchnummeriert. Historische Exemplare haben großen Sammlercharakter. Der Titel selbst wurde im Laufe der Zeit mehrfach abgewandelt, so wurde beispielsweise die Groß-/Kleinschrift, der Zeilenumbruch oder die Positionierung des Titels verändert. Der Name geht zurück auf den als Schutzpatron der Reisenden geltenden Christophorus.
Das Magazin behandelt Themen rund um das Unternehmen Porsche, um Produkte und Angebote, um Historie und Motorsport. Es werden neue Modelle vorgestellt und ein exklusiver Blick hinter die Kulissen geworfen. Designer, Entwickler und Produktionsexperten kommen zu Wort. Die gedruckte Version des Christophorus umfasst 100 Seiten und erscheint vier Mal im Jahr in den Sprachen Deutsch, Englisch, Französisch, Italienisch, Spanisch, Polnisch, Portugiesisch, Niederländisch, Chinesisch, Taiwanesisches Chinesisch, Japanisch, Koreanisch und Russisch.
Die meisten Kundenmagazine entsendet Porsche in die USA, nach Deutschland und Großbritannien. Mit der Ausgabe 371 wurde erstmals eine Auflage von mehr als 500.000 Exemplaren erreicht.
Seit Sommer 2013 werden auf der Webseite der Porsche AG Artikel der jeweils aktuellen Ausgabe veröffentlicht. Darüber hinaus sind hier auch frühere Ausgaben in einem Online-Archiv zu finden. Ausgewählte Artikel werden auch sukzessive im zweiwöchigen Rhythmus online im Porsche Newsroom veröffentlicht. Alle Artikel seit Ausgabe 381 (2/2017) können auf der offiziellen Christophorus-Website gelesen werden.
Zusätzliche Inhalte sind seit der Ausgabe 383 (4/2017) mittels der entsprechenden kostenlosen App online abrufbar. Nach einem Scan des Covers erlebt der Leser die „Augmented Reality“ des Magazins mit Videos, Animationen, Grafiken und Fotogalerien.
Eine großformatige Sonderedition des Heftes mit Rückblicken auf ältere Artikel und der Beilage einer DVD 70 Jahre Porsche-Sportwagen erschien anlässlich des 70-jährigen Firmenjubiläums am 3. Dezember 2018. Der zweite Band der XL-Ausgabe, der dieses Mal die Fahrer in den Vordergrund stellte, erschien Mitte Dezember 2019.
Mit der Buchreihe Christophorus Edition erweitert die Porsche AG ihr publizistisches Angebot. Sie richtet sich an Sportwagen-Fans, die sich auch für kulturelle, gesellschaftliche oder wirtschaftliche Themen interessieren. Titel wie #99x911 – Der Lebenslauf des Porsche 911, Porsche Reader No. 1 – Food for Thought, The Porsche Art Book, Vol. 1, Christophorus XL-Edition und Christophorus XL-Edition 2.0 sind in der Reihe erschienen.